# Chiesa di Sant'Agostino (Sassari)
Sant'Agostino è una chiesa parrocchiale di Sassari, situata in piazza Sant'Agostino. Vi ha sede il gremio dei viandanti.

## Storia e descrizione
La costruzione della chiesa di Sant'Agostino iniziò attorno all'anno 1574. La facciata venne completata nel 1605, grazie al lascito testamentario di Juan Deliperi Vaca. Nel corso del XVII secolo vennero costruite le cappelle laterali. Nel 1952 l'edificio è stato restaurato; durante questi lavori venne eretto il portico davanti alla facciata e ricostruito il campanile, per problemi di staticità.
La chiesa venne edificata secondo i canoni dello stile gotico catalano. Presenta pianta rettangolare, a navata unica, con cappelle laterali e abside rettangolare più stretta e più bassa dell'aula. La navata è scandita da paraste, da cui hanno origine le arcate ogivali che dividono l'aula in cinque campate. Le campate sono voltate a crociera costolonata con gemma scolpita al centro. Le cappelle laterali sono in numero di cinque per lato; presentano archi di accesso a tutto sesto, ribassato, a sesto acuto, e volte a botte, a crociera semplice o a crociera costolonata, testimonianza del fatto che non furono erette tutte durante la stessa fase costruttiva. Le due cappelle mediane di ciascun lato risultano più sviluppate in profondità rispetto alle altre; la cappella mediana sinistra, dedicata alla Madonna del Buon Cammino (patrona del gremio dei viandanti), presenta volta a botte e abside semicircolare, mentre la cappella mediana sul lato opposto è costituita da due campate voltate a crociera. Nella gemma della volta a crociera sul presbiterio è scolpita un'immagine della Madonna col Bambino.
L'edificio è uno dei più grandi di Sassari ma dopo i restauri della metà del '900 ha perso gran parte degli antichi arredi compreso il grande altare maggiore e numerosi altari laterali. Alcuni arredi superstiti appartenevano alla locale Confraternita del Rosario e furono donati da questa ai domenicani nel primo '800 quando presero il posto degli agostiniani.